# スルー・ザ・バリケーズ (曲)
「スルー・ザ・バリケーズ」(Through the Barricades) は、スパンダー・バレエの1986年のアルバム『スルー・ザ・バリケーズ』のタイトル曲。シングルとしてリリースされた「スルー・ザ・バリケーズ」は、1986年11月1日に全英シングルチャートに入り、バンドにとって10枚目、かつ、最後のトップ10シングルとなり、最高6位まで上昇し、チャートに10週間とどまった。
アコースティック・バラードの形態をとるこの曲は、オールミュージックで、このアルバムの「今のところベストの一曲 (the best song by far)」と評された。
トニー・ハドリーは、2003年のITVのリアリティ番組『Reborn in the USA』の最終回で披露した3曲のうちの1曲としてこの曲を歌い、視聴者投票でミシェル・ゲイルを破り、優勝を果たした。
2012年のアイヴァー・ノヴェロ賞で「Outstanding Song Collection」賞を受賞した、ソングライターのゲイリー・ケンプは、特に気に入っている曲としてこの曲を挙げ、「「スルー・ザ・バリケーズ」は私にとって本当に身近な作品です ('Through the Barricades' is one I'm really close to)」と述べた。

## チャート
| チャート（1986年）            | 最高位 |
| ----------------------------- | ------ |
| イギリス 全英シングルチャート | 6      |